# União da Engenhoca
A Grêmio Recreativo e Cultural Escola de Samba União da Engenhoca é uma escola de samba da cidade de Niterói, sendo sediada no bairro da Engenhoca.

## Segmentos

### Presidentes
| Período         | Presidente       |
| --------------- | ---------------- |
| 2009            | Leandro Nazareth |
| 2010-atualmente | Anderson Canela  |

### Intérpretes
| Carnavais       | Intérprete oficial           |
| --------------- | ---------------------------- |
| 2009-2010       | Julinho Show                 |
| 2011            | Edu Cigano                   |
| 2012-2013       | Julinho Show                 |
| 2014            | Edu Cigano                   |
| 2015-2016       | Diego Nicolau                |
| 2017            | Tem-Tem Jr e Maycon Simpatia |
| 2018-atualmente | Cid GBB                      |

### Diretores
| Ano       | Diretor de Carnaval | Mestre de bateria | Diretor de harmonia | Ref.  |
| --------- | ------------------- | ----------------- | ------------------- | ----- |
| 2009      | Anderson Canela     | Pera              | Equipe de Harmonia  |       |
| 2010      | Comissão            | Pera              | Equipe de Harmonia  |       |
| 2011      | Comissão            | Pera              | Valdir              |       |
| 2012-2013 | Paulo carnavalesco  | Pera              | Carlão Harmonia     |       |
| 2014      | Paulinho Sants      | Pera              | Carlão Harmonia     |       |
| 2015      | Paulinho Sants      | Rodrigues         | Carlão Harmonia     | [ 2 ] |
| 2018      | Paulinho Sants      | Birriquinho       | Carlão Harmonia     |       |
| 2019      | Paulinho Sants      | Birriquinho       | Kiko Harmonia       |       |

### Coreógrafo
| Ano             | Nome           |
| --------------- | -------------- |
| 2009-2010       | Luciano Motta  |
| 2011-2012       | Fábio de Mello |
| 2013            | Renan José     |
| 2014            | D rap          |
| 2015            | Prof. Eros     |
| 2016-2017       | Eder Equipe    |
| 2018-atualmente | Josiane Rocha  |

### Mestre-sala e Porta-bandeira
| Ano       | Nome                                 |
| --------- | ------------------------------------ |
| 2009-2010 | Julio Cesar e Wienne                 |
| 2011-2014 | Pablo Cesar e Dani Rohr              |
| 2015-2017 | Raphael Nascimento e Marcela Tavares |
| 2018      | Yago Silva e Ana Carolina            |
| 2019      | Filipe Vianna e Ana Carolina Dias    |

### Rainhas de bateria
| Ano       | nome             |
| --------- | ---------------- |
| 2011      | Ana Morena       |
| 2012-2014 | Johniany Pacheco |
| 2015-2017 | Jeniffer Correa  |
| 2018-     | Raissa Coimbra   |

## Carnavais
| Ano  | Colocação | Grupo              | Enredo | Carnavalescos                                       | Ref.              |
| ---- | --------- | ------------------ | --- | --------------------------------------------------- | ----------------- |
| 2009 | Campeã    | Grupo 2 dos Blocos | Na União da Engenhoca, os Corações contam sua história (Compositor: Anderson Canela)                                                                                         | Mariano e Bianca                                    |                   |
| 2010 | Campeã    | Grupo 1 dos Blocos | Olavo Bilac e Amélia de Oliveira: Uma eterna história amor na Engenhoca do século XIX (Compositores: Eduzinho, Sérgio da União, Jhonny e Jhonathan e Chiquinho Inspiração)   | Mariano e Bianca                                    |                   |
| 2011 | 3º lugar  | Escola Acesso      | Viagem Pitoresca ao Mundo de Antônio Parreiras (Compositores:Diego Nicolau e Serginho Soares)                                                                                | Mariano e Bianca                                    |                   |
| 2012 | 5º lugar  | Escola Acesso      | Olho por olho na avenida é a Engenhoca de olho na Vitória (Compositores:Fabio Caetano, Loloê e Fabricio Peixe)                                                               | Jonas Kiko                                          |                   |
| 2013 | 8º lugar  | Escola Acesso      | Maranhão, do que a história não conta, mas se acredita (Reedição da Corações Unidos da Engenhoca 1984/Compositor: Luiz Carlos Oliveira)                                      | Paulinho Sants, Guilherme Diniz, Paulo César, Binho |                   |
| 2014 | 4º lugar  | Escola Acesso      | Fatumbí e Seus Orixás! (Compositores:Edu Cigano, Eduardo Poeta, Chiquinho Inspiração, Chicão, Pedro BDS e Quinzinho)                                                         | Paulinho Sants, Guilherme Diniz, Paulo César, Binho |                   |
| 2015 | 4º lugar  | Escola Acesso      | União da Engenhoca orgulhosamente apresenta: “Da raiz busco à memória, desta grandiosa história, 60 anos de Mocidade Independente de Padre Miguel (Compositor:Diego Nicolau) | Paulinho Sants, Guilherme Diniz, Paulo César, Binho | [ 2 ] [ 5 ] [ 6 ] |
| 2016 | 9º lugar  | Escola Acesso      | Da cor do Brasil, a Engenhoca conta sua miscigenação (Compositor:Diego Nicolau)                                                                                              | Paulinho Sants, Guilherme Diniz, Paulo César, Binho | [ 7 ]             |
| 2017 | 6º lugar  | Grupo C            | A Engenhoca conta uma história do Baralho (Compositor:Diego Nicolau) | Paulinho Sants, Guilherme Diniz, Paulo César, Binho |                   |
| 2018 | Campeã    | Grupo C            | Dos engenhos à Engenhoca: nosso bairro, nosso povo, nossa história (Compositores:Diego Nicolau e Anderson Canela)                                                            | Ralph Viana                                         |                   |
| 2019 |           | GRUPO B            | Isso, isso, isso! Foi sem querer querendo! A Engenhoca é a turma do Chaves na avenida (Compositores:Diego Nicolau e Anderson Canela)                                         | Ralph Viana                                         | [ 8 ]             |